# Cramoisie de Gascogne
Cramoisie de Gascogne es el nombre de una variedad cultivar de manzano (Malus domestica) Esta manzana está cultivada en la colección repositorio de manzanos del CSIC También está cultivada en la colección repositorio de manzanos de Vizcaya Estación de fruticultura de Zalla como manzana de sidra. Es originaria de Inglaterra Reino Unido. 'Cramoisie de Gascogne' se cultiva en la colección repositorio de frutales de National Fruit Collection con el número de accesión: 1957 - 181 y Accession name: Gascoyne's Scarlet. Muy cultivada desde antiguo como manzana fresca de mesa en la comunidad foral de Navarra, Aragón, Cataluña y en La Rioja. Las frutas tienen una carne firme, de textura fina, ligeramente jugosa y dulce con muy poco sabor.

## Sinónimos
- "Manzana Cramoisie de Gascogne",[8]
- "Gascoyne's Scarlet",
- "Cramoisi de Gascoyne",
- "Cramoisie de Gascogne",
- "Cramoisie de Gascoigne",
- "Friedrich August von Sachesen",
- "Gascoigne's Scarlet",
- "Gascoigne's Seedling",
- "Gascoignes Scharlachapfel",
- "Gascoine",
- "Gascoygne's Scarlet",
- "Gascoygne's Scarlet Seedling",
- "Gascoygne's Seedling",
- "Gascoynes Scarlet",
- "Gascoynes Scarlet Seedling",
- "Gascoynes Scharlachroter",
- "Gascoynes Scharlachroter Samling",
- "Malinovoe Gaskonskoe",
- "Rhum von England",
- "Schoner von Rusdorf".[6]

## Historia
Criado por el Sr. Gascoyne en Bapchild Court, Sittingbourne, Kent. Fue introducido en 1871 por el viverista G. Bunyard & Co., Maidstone, Kent. Recibió un Certificado de Primera Clase de la Royal Horticultural Society en 1887.
Es España 'Cramoisie de Gascogne' se ha cultivado desde antiguo como manzana fresca de mesa en la comunidad foral de Navarra, Aragón, Cataluña y en La Rioja.
'Cramoisie de Gascogne' es una variedad de manzana cultivada considerada incluida junto las variedades locales autóctonas muy antiguas, cuyo cultivo se centraba en comarcas muy definidas. Se caracterizaban por su buena adaptación a sus ecosistemas y podrían tener interés genético en virtud de su adaptación. Estas se podían clasificar en dos subgrupos: de mesa y de sidra (aunque algunas tenían aptitud mixta).
'Cramoisie de Gascogne' es una variedad de uso variado, clasificada como de mesa, también se utiliza en la elaboración de sidra, y en la cocina; difundido su cultivo en el pasado por los viveros comerciales y cuyo cultivo en la actualidad se ha incrementado en su uso para elaboración de sidra.

## Características

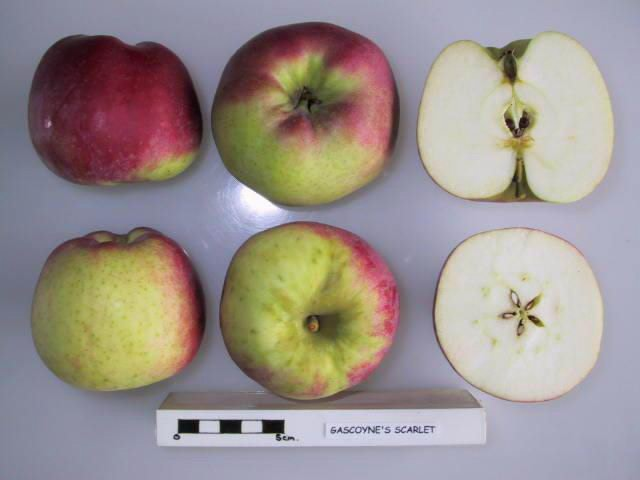
La variedad 'Gascoyne's Scarlet' seccionada.

El manzano de la variedad 'Cramoisie de Gascogne' tiene un vigor medio; florece a inicios de mayo; tubo del cáliz alargado, rozando el eje del corazón, y con los estambres abundantes, insertos por debajo de la mitad.
La variedad de manzana 'Cramoisie de Gascogne' tiene un fruto de tamaño mediano a grande, con altura promedio 70.74 mm y anchura de 82.20 mm; forma Redondeada, más ancha que alta, a veces acostillada, y con contorno casi regular; piel fina, semi-brillante; con color de fondo amarillo o verde amarillo, importancia del sobre color medio, color del sobre color rojo carmín, distribución del sobre color chapa/pinceladas, presentando chapa en zona de insolación de suaves pinceladas rojas o de uniforme rojo carmín más o menos extenso, acusa punteado pequeño, ruginoso y abundante, y una sensibilidad al "russeting" (pardeamiento áspero superficial que presentan algunas variedades) débil; pedúnculo corto y recubierto de lanosidad, anchura de la cavidad peduncular es relativamente estrecha, profundidad de la cavidad pedúncular es profunda, con fondo verde grisáceo y exento de chapa, y con importancia del "russeting" en cavidad peduncular medio; anchura de la cavidad calicina amplia, profundidad de la cav. calicina medianamente profunda y fruncida, fondo verdoso recubierto de pruina, y de la importancia del "russeting" en cavidad calicina medio; ojo medianamente grande y abierto; sépalos triangulares, cortos, convergentes o irregularmente vueltos hacia fuera.
Carne de color crema; textura esponjosa; sabor acidulado; corazón centrado, grande e irregularmente enmarcado; eje abierto o entre abierto; celdas grandes de forma arriñonada; semillas medianas.
La manzana 'Cramoisie de Gascogne' tiene una época de maduración y recolección tardía en el otoño, se recolecta desde mediados de octubre hasta mediados de noviembre, madura durante el invierno aguanta varios meses más. Tiene uso mixto pues se usa como manzana de mesa fresca, y de cocina, también como manzana para elaboración de sidra, y como manzanas de reserva genética en repositorios.

## Progenie
'Cramoisie de Gascogne' es el Parental-Madre de la variedades cultivares de manzana:
- Oxford Beauty
- Arthur W. Barnes
- Millicent Barnes